# Pachica
Pachica es una localidad del altiplano chileno ubicada en la comuna de Huara, en la región de Tarapacá. Tiene una población de 168 habitantes.

## Etimología
El topónimo "Pachica" es de origen aimara. Deriva de las palabras paya, pä- (dos, par) y chika- (mitad), por lo que se traduce como "dos mitades".

## Descripción
Pachica es una pequeña localidad ubicada en la quebrada de Tarapacá que data del siglo XVIII y que perteneció originalmente a Perú. Posee atractivos turísticos de tipo arqueológico, como Infiernillo donde se pueden encontrar petroglifos, y de tipo arquitectónico, como la construcción del embalse Pachica que fue abandonada en los años 1930 y que tenía por objetivo abastecer de agua a los poblados de la quebrada de Tarapacá. El sitio de mayor interés turístico es la iglesia San José, declarada monumento histórico en 2015 junto a otras iglesias del altiplano, y que cada 19 de marzo recibe a una gran cantidad de feligreses al celebrarse la fiesta patronal de San José.
En la actualidad los habitantes de Pachica se dedican a la agricultura, principalmente a la producción de alfalfa y hortalizas. Las viviendas, construidas originalmente de materiales como adobe, piedra y caña tejida, han debido evolucionar al uso del cemento a raíz del daño provocado por varios sismos ocurridos en la zona durante la historia.

## Demografía
La localidad, según el censo de 2017, posee una población de 168 habitantes, de los cuales 83 son hombres y 85 son mujeres. Para 2005 la población total era de 314 habitantes.